# Ophiomitrella cordifera
Ophiomitrella cordifera är en ormstjärneart som beskrevs av Jean Baptiste François René Koehler 1909. Ophiomitrella cordifera ingår i släktet Ophiomitrella och familjen knotterormstjärnor. Inga underarter finns listade i Catalogue of Life.